# Dentiraja
Dentiraja és un gènere de peixos de la família dels raids i de l'ordre dels raïformes.

## Taxonomia
- Dentiraja flindersi (Last & Gledhill 2008)[2]
- Dentiraja lemprieri (Richardson, 1845)[3][4][5][6][7]